# Lautaro Berra
Lautaro Berra Fernández (Firmat, 9 gennaio 1998) è un cestista argentino. Dopo più di sette anni passati tra le file dell'Club Atlético Obras Sanitarias de la Nación, nell'est del 2023 si trasferisce al Basket Golfo Piombino in serie B1.